# Danau Gunungtujuh
Danau Gunungtujuh är en sjö i Indonesien.   Den ligger i provinsen Jambi, i den västra delen av landet, 800 km nordväst om huvudstaden Jakarta. Danau Gunungtujuh ligger 2 003 meter över havet. Arean är 9,6 kvadratkilometer. I omgivningarna runt Danau Gunungtujuh växer i huvudsak städsegrön lövskog. Den sträcker sig 3,5 kilometer i nord-sydlig riktning, och 4,4 kilometer i öst-västlig riktning.